# Instituto Nacional de Hidrocarburos
L'Instituto Nacional de Hidrocarburos (INH) va ser una entitat de Dret Públic espanyola.

## Història
Fou creada a través de la Llei 45/1981, de 28 de desembre, sota dependència del Ministeri d'Indústria i Energia, amb l'objecte de centralitzar la gestió de l'activitat pública en matèria d'hidrocarburs, tasca que fins al moment desenvolupava l'Institut Nacional d'Indústria.
L'INH, si bé era una Entitat Pública i atès que la seva activitat era fonamentalment empresarial, estava sotmès a normes de Dret privat. Controlava cinc societats: Hispanoil, Empresa Nacional de Petróleos (ENP), CAMPSA, Butano i ENAGAS.
La creació de l'Institut va obeir a una política del Govern de Leopoldo Calvo-Sotelo de reaccionar davant la denominada segona crisi del petroli, reorganitzant la indústria pesant espanyola, en aquest moment amb una forta presència estatal. D'aquesta manera, el INH va rebre de mans de l'INI la gestió dels assumptes relacionats amb Petroli i Petroquímica i Gas.
En 1987, en el si del INH es creava el grup Repsol, com conscuencia de la fi del monopoli estatal sobre els hidrocarburs, preceptiu al moment a conseqüència de l'ingrés d'Espanya en la Comunitat Econòmica Europea.
L'INH seria suprimit el 16 de juny de 1995, a través Reial decret-Llei 5/1995 de creació de determinades entitats de dret públic, que va suposar també la desaparició de l'INI i la creació de la Sociedad Estatal de Participaciones Industriales.